# Gas natural licuado

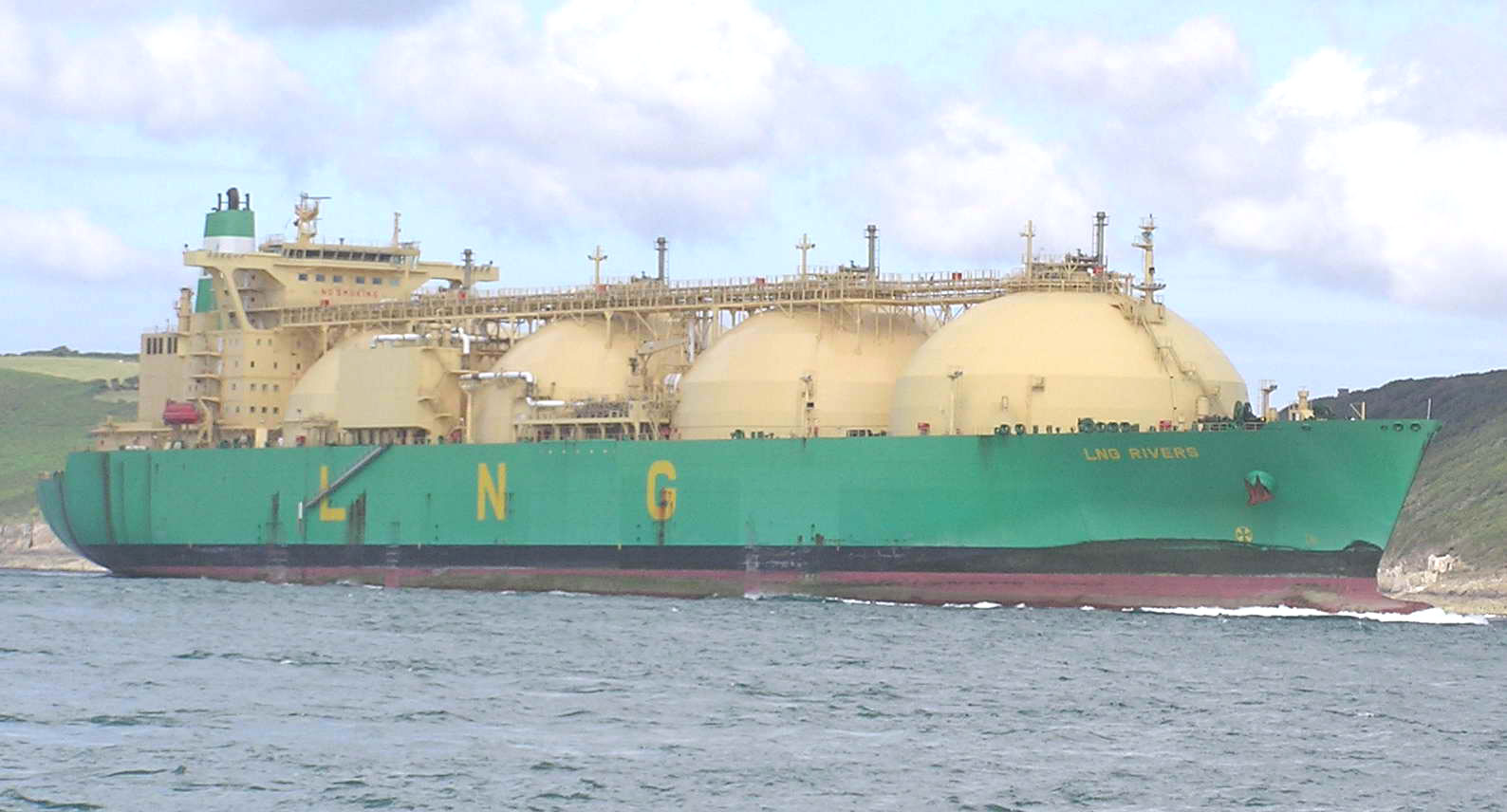
Buque gasero para GNL.

El gas natural licuado (GNL) es gas natural que ha sido procesado para ser transportado en forma líquida. Se utiliza para monetizar reservas remotas y aisladas, donde no es económico llevar el gas al mercado directamente ya sea por gasoducto o por generación de electricidad. El gas natural es transportado en estado líquido (a presión atmosférica y a -169 °C). De esta forma se hace rentable su transporte ya que en dichas condiciones el volumen ocupado es 1/600 el que ocupará en el momento de su consumo. Se transporta en unos buques especiales llamados metaneros. El GNL es inodoro, incoloro, su densidad (con respecto al agua) es 0,45 y solo se quema si entra en contacto con aire a concentraciones de 5 a 15 %.

## Impacto ambiental
Se consideran los siguientes aspectos generales:
1) Logística
Como hemos mencionado, para transportar el gas en grandes distancias resulta más económico usar buques. Para ello es necesario licuarlo, dado que a la temperatura ambiente y a la presión atmosférica ocupa un volumen considerable.
A diferencia del transporte por gaseoducto, el transporte por mar en buque precisa la necesidad de congelar y descongelar el gas. Al proceso de congelación se le denomina "licuar" y al de descongelar "regasificar". Como dijimos, el proceso de licuefacción reduce el volumen del gas natural 600 veces con respecto a su volumen original. El gas licuado del buque metanero se encuentra congelado a -169 grados aproximadamente.
Sin embargo, la tendencia natural del GNL en el buque a calentarse y aumentar la presión se compensa purgándolo. El gas purgado, aprox. el 7%, se utiliza para la tracción del buque. Sin embargo y a pesar de los estrictos sistemas de prevención, estudios demuestran que se producen pérdidas de gas a la atmósfera.
Una vez llegado el buque a la costa el GNL habrá que regasificarse (o revaporarse, descongelarse) -volver a presión atmosférica-. 
2) Emisiones de metano a la atmósfera
3) Consumo de agua y vertimientos

## Historia del GNL
Los orígenes de la tecnología de licuefacción del GNL aparecen alrededor de 1920 cuando se desarrollaron las primeras técnicas de licuefacción del aire. El primer uso de GNL fue para recuperar helio del gas natural. El proceso se basaba en la licuefacción de los hidrocarburos que contenían helio, dejando este último en fase gaseosa; después de la extracción del helio, el GNL se vaporizaba y se vendía como combustible.
En el pasado, el gas natural se consideraba un subproducto sin valor asociado con la extracción petróleo crudo, hasta que en 1920 se hizo evidente que era una valiosa fuente de combustibles como el propano y el butano.
- 1941 – Primera planta de licuefacción en Cleveland, Ohio.
- 1959 – Primer envío de GNL por buque.
- 1960 – Primera planta de licuefacción con carga de base en Argelia.
- 1964 – Comercio a gran escala entre Argelia y Europa.
- 1969 – Transporte de GNL de Alaska a Japón.

## El GNL en 2002
Las operaciones de GNL están ampliándose rápidamente en todo el mundo, y cada vez hay más plantas en construcción o en vías de desarrollo. Actualmente, existen las siguientes instalaciones:
- 15 plantas de licuefacción de GNL que operan en 12 países.
- 38 plantas de regasificación de GNL que operan en 10 países.

Actualmente se consumen 104 millones de toneladas anuales de GNL en el mundo. Las proyecciones varían pero se espera para 2010 que la producción se pueda duplicar.
En adición a las plantas de licuefacción de GNL en tierra, existen más de 30 proyectos de plantas de licuefacción flotantes, que tienen una ventaja considerable en el caso de plataformas marinas de explotación de gas.

## Cadena de procesamiento
Un proyecto de GNL es altamente complejo tanto desde el punto de vista técnico así como del comercial. El proyecto debe tener en cuenta todos los aspectos de la cadena de producción desde el yacimiento, el tratamiento preliminar en los pozos, el transporte por tubería a la planta de licuefacción, el llenado de barcos, el transporte a las unidades de revaporización y, finalmente, la venta y distribución del gas ya sea como gas natural o en la forma de electricidad.
Los proyectos de GNL son proyectos que representan varios miles de millones de dólares de inversión, por lo que requieren la participación de compañías integradas (que tengan unidades de exploración, producción y distribución de gas) de alta solvencia económica y entidades financieras que contribuyan el capital de inversión. Todos estos factores han creado una industria en la cual el riesgo de inversión sea bajo y requiere que tanto los contratos de compra y venta de gas sean a largo plazo, en este caso 20 años con reservas mínimas en el orden de 12 billones de pies cúbicos por proyecto (12 TCF en el argot internacional.)

### Proceso de licuefacción
Cuando se extrae el gas natural de los yacimientos subterráneos, a menudo contiene otros materiales y componentes que deben ser eliminados antes de que pueda ser licuado para su uso:
- Helio por su valor económico y por los problemas que podría producir durante el licuado;
- Azufre, corrosivo a equipos;
- Dióxido de carbono, que se solidifica en las condiciones de licuefacción;
- Mercurio, que puede depositarse en instrumentos y falsificar las mediciones;
- Agua, que al enfriar el gas se congelaría formando hielo o bien hidratos que provocarían bloqueos en el equipo si no se eliminaran;
- Hidrocarburos pesados, llamados condensado, que pueden congelarse al igual que el agua y producir bloqueos del equipo y problemas en la combustión del gas.

El GNL producido debe ser usado en procesos de combustión y por lo tanto hay que extraer algunos hidrocarburos para controlar su poder calorífico y el índice de Wobbe. Dependiendo del mercado final, la remoción de etano, propano y otros hidrocarburos debe estar controlada mediante una unidad de remoción de líquidos que puede estar integrada en el proceso de licuefacción.

### Proceso de enfriamiento
Para convertir el gas natural en líquido, se enfría el gas tratado hasta aproximadamente -161 °C, que es la temperatura a la cual el metano —su componente principal— se convierte a forma líquida. El proceso de licuefacción es similar al de refrigeración común: se comprimen los gases refrigerantes produciendo líquidos fríos, tales como propano, etano / etileno, metano, nitrógeno o mezclas de ellos, que luego se evaporan a medida que intercambian calor con la corriente de gas natural. De este modo, el gas natural se enfría hasta el punto en que se convierte en líquido. Una vez que el gas ha sido licuado se somete a un Efecto Joule-Thomson o expansión con extracción de trabajo para poder almacenarlo a presión atmosférica. El GNL producido se almacena en tanques especiales para ser luego transferido a buques tanques especiales de transporte.
El diseño de estas plantas está gobernado por normas estrictas, en la industria de GNL hay diseños de plantas que se usan industrialmente: 
1. AP-C3MRTM - diseñado por Air_Products_&_Chemicals, Inc. (APCI) (proceso con intercambiados de tubos en espiral)
2. Cascade - diseñado por ConocoPhillips (la cascada optimizada)
3. AP-X® - diseñado por Air_Products_&_Chemicals, Inc. (APCI)
4. DMR (Dual Mixed Refrigerant)
5. SMR (Single Mixed Refrigerant)

1. MFC® (mixed fluid cascade) - diseñado por Linde (el triple ciclo refrigerante)
2. PRICO® (SMR) - diseñado por Black & Veatch (proceso de caja fría con mezcla refrigerante)

Todos estos procesos son usados en la industria y competencias de diseño son realizadas para seleccionar el proceso que va a generar el proyecto más rentable a lo largo de toda su vida útil.
Existe también una tendencia reciente de construir plantas flotantes de licuefacción. La principal ventaja de este tipo de plantas es en pozos remotos.

### Almacenamiento del GNL
El GNL se almacena a -161 °C y a presión atmosférica en tanques criogénicos especiales para baja temperatura. El típico tanque de GNL tiene doble pared: una pared externa de hormigón armado, recubierto con acero al carbono, y una pared interna de acero niquelado al 9%. La seguridad y la resistencia son las principales consideraciones de diseño al construir estos tanques, los cuales se diseñan para soportar terremotos y fuertes vientos.

### Transporte del GNL
El GNL se transporta a presión atmosférica en buques especialmente construidos con casco doble. El sistema de contención de carga se diseña y construye utilizando materiales especiales para el aislamiento y tanque, para asegurar el transporte seguro de esta carga criogénica.
El GNL en los tanques de carga del buque se mantiene a su temperatura de saturación (-161 °C) a lo largo de toda la navegación, pero se permite que una pequeña cantidad de vapor se disipe por ebullición, en un proceso que se denomina "autorrefrigeración". El gas evaporado se utiliza para impulsar los motores del buque.
Aproximadamente 40% de los buques de GNL actualmente en servicio cuentan con sistemas de contención de carga del tipo de membrana, de modo que tienen un aspecto muy similar al de otros cargueros. El resto de los buques tienen un sistema de contención de carga más particular, que incluye cuatro o más tanques esféricos grandes. Ambos tipos de sistema de contención poseen antecedentes de operación extremadamente seguros y confiables.

## Datos sobre buques
- Actualmente se encuentran en servicio más de 400 buques de GNL.
- El transporte de GNL por buque tiene antecedentes de seguridad ejemplares.
- Límites de capacidad de carga: 19.000 m³ a 263.000 m³
- Esloras: 130 m (420 ft) a 345 m (975 ft).
- Calados: 6,5 m (12 ft) a 12 m (39 ft).

La flota de buques está desarrollándose rápidamente, con más de 100 buques pedidos a los astilleros y que entrarán en servicio en los próximos años.
También están naciendo proyectos alternativos para el transporte de GNL en pequeñas cantidades, bien sea en camiones o en barcos mucho menores que los actuales, generalmente con la utilización de tanques de Tipo C.

## Regasificación del GNL
Una vez que el buque-tanque de GNL llega a la terminal de regasificación en la zona de mercado, el GNL es bombeado desde la nave hasta los tanques de almacenamiento. Los tanques de GNL son similares a los utilizados en la terminal de licuefacción. Generalmente, la descarga de un buque requiere unas 12 horas.
Luego, el GNL vuelve a su estado gaseoso original. Para ello, se bombea desde los tanques de almacenamiento y es calentado con vaporizadores hasta las condiciones de entrega especificadas por las empresas de gasoductos y los usuarios finales, ubicados corriente abajo de la tubería. Posteriormente, el gas se distribuye a los usuarios mediante un gasoducto convencional.
Otra modalidad de distribución consiste en el transporte de GNL a bordo de cisternas especialmente diseñadas para su carga, desde las plantas regasificadoras que reciben el producto de los buques metaneros, hasta clientes que disponen de depósitos de GNL que están diseñados para almacenar y regasificar el gas para su uso. Esta es la única modalidad de transporte de GNL posible para los clientes a los que no llega el gasoducto convencional.

## Accidentes relacionados con el gas natural licuado
La cadena de producción y distribución de GNL está diseñada para evitar fugas y prevenir incendios. Los riesgos más altos son su baja temperatura (criogénica) y su combustibilidad. Los derrames de GNL se evaporan rápidamente donde la condensación del vapor de agua en el aire crea una neblina. El GNL no se prende fácilmente, la llama no es muy fuerte, no humea y ésta no se extiende. El combate de un fuego de GNL es muy similar a uno de gasolina o gasóleo, no hay peligro de explosión en lugares abiertos.
A continuación se citan varios accidentes relacionados con el GNL:
- 1944, 20 de octubre. La compañía East Ohio Natural Gas Company tuvo un fallo en un tanque de GNL en Cleveland, Ohio. 128 personas murieron en la explosión. El tanque no tenía un muro de retención, había sido construido durante la Segunda Guerra Mundial, en medio de un estricto racionamiento de metal.

- 1979, Lusby (Maryland), la instalación de GNL de Cove Point sufrió un fallo de una bomba, que liberó vapor de gas, que se infiltró en los conductos eléctricos. Un trabajador cerró un circuito, provocando la ignición de los gases. El resultado fue un trabajador muerto y grandes daños en el edificio.

- 2004, 19 de enero, Skikda, Argelia. Se produjo una explosión en la planta de licuefacción de GNL de Sonatrach. Hubo 27 muertos, 80 heridos, tres trenes de GNL destruidos, la producción del año 2004 se redujo en un 76%.

## Riesgos de un proyecto de GNL
Debido a que los proyectos de GNL están basados en contratos de compra y venta a largo plazo, la mayor parte de los riesgos están basados en la disponibilidad de gas al proyecto, la estabilidad de los países donde se ejecuta el proyecto y donde se vende el gas y la habilidad del grupo que está ejecutando el proyecto para entender todas las complejidades de la cadena de GNL para lograr una rentabilidad que asegure la viabilidad del proyecto durante toda su vida útil.
Las características de un buen proyecto de GNL incluyen:
- Bajos costos de infraestructura y producción del gas.
- Bajos costos de transporte del gas y otros productos líquidos.
- Buena estructura del proyecto y de la compañía establecida para este efecto.
- Ambiente fiscal atractivo
- Confianza de los compradores en la estabilidad del proyecto
- Seguridad de mercado
- Índice del precio del gas con cambios de mercado
- Proyecto que sea fácilmente financiable

## GNL utilizado como combustible
En la actualidad, y como consecuencia del desarrollo tecnológico en las aplicaciones del GNL y de los acuerdos establecidos por el Protocolo de Kioto, comienza a establecerse en torno al consumo de gas natural una tendencia a explotar este recurso una fuente eficiente para la generación de combustible. Además, el gas natural posibilita que durante el proceso de licuefacción impurezas como el agua, hidrocarburos pesados y otras partículas sean eliminados reduciendo con ello el impacto sobre el medio ambiente.

## Futuro del GNL en América Latina y el Caribe
Uno de los proyectos de GNL en funcionamiento en la región es el de Atlantic LNG en Trinidad y Tobago, con una capacidad de 10 millones de tn/año, en tres plantas de producción. Otro proyecto de GNL es el del Consorcio Perú LNG conformado por Hunt Oil, SK Energy, Shell y Marubeni Corporation en Pampa Melchorita en Ica-Perú, inaugurado en 2010 por el propio presidente Alan García. Se han anunciado varios proyectos de GNL en esta parte del mundo, tanto de plantas productoras de GNL en Bolivia, Venezuela y Colombia, como de terminales de recibo de GNL en Ecuador, Chile, Puerto Rico, México, la República Dominicana, el Brasil y otras partes del Caribe. No se puede decir cuántos de estos proyectos se harán realidad en el futuro inmediato, pero la demanda de combustibles limpios y económicos estimulará sin duda su ejecución.
En Acajutla se inauguró una Unidad Flotante de Almacenamiento y Regasificación (UFAR), el BW Tatiana, en 2022, con capacidad de regasificación de 280 millones de pies cúbicos diarios.

## Plantas de regasificación en España
Las plantas de regasificación de Barcelona, Huelva, Cartagena, Bilbao, Sagunto y Mugardos disponían, a finales de 2008, de una capacidad total de almacenamiento de 2.337.000 m³ de GNL
frente a los 2.187.000 m³ del año 2007 y de una capacidad de emisión de 6.562.800 m³(n)/h frente
a los 6.212.800 m³ (n)/h del año 2007.